# Bujurquina apoparuana
Espèce
Statut de conservation UICN

 LC  : Préoccupation mineure
Bujurquina apoparuana est une espèce de poissons de la famille des Cichlidae endémique du Pérou. 